# Acide 4-méthoxybenzoïque
L'acide 4-méthoxybenzoïque, acide paraméthoxybenzoïque, acide 4-anisique, acide paraanisique, ou souvent simplement acide anisique est un composé aromatique de formule brute C8H8O3. Constitué d'un cycle benzénique substitué par un groupe méthoxyle (anisole) et un groupe carboxyle (acide benzoïque), c'est l'un des trois isomères de l'acide méthoxybenzoïque ou acide anisique, l'isomère 1,4- ou « para ». C'est sans doute le plus important historiquement et commercialement des trois, raison pour laquelle le nom général des trois isomères est souvent utilisé pour le désigner lui en particulier.
L'acide a des propriétés antiseptiques et a de nombreuses applications, notamment dans l'industrie cosmétique et l'industrie alimentaire.

## Occurrence naturelle
L'acide 4-méthoxybenzoïque est présent à l'état naturel dans de nombreuses plantes et se retrouve dans leurs huiles essentielles, en particulier celle de l'anis, dont il tire son nom trivial, et celle de fenouil. Tout comme son dérivé proche, l'anisaldéhyde, il est produit par la voie métabolique de l'acide shikimique. L'acide 4-méthoxybenzoïque est la seule source en carbone et en énergie pour la croissance des cultures de Nocardia sp. DSM 1069.

## Propriétés
L'acide 4-méthoxybenzoïque se présente sous la forme d'une poudre cristalline blanche inodore, très peu soluble dans l'eau mais  très soluble dans les alcools et soluble dans l'éther et l'acétate d'éthyle. Il est combustible, mais très peu inflammable (point d'éclair et d'auto-inflammation à 185 °C). Il réagit de façon violente avec les oxydants forts. Ses poussières présentent des risques d'explosion quand :
- la substance est dispersée sous une forme très finement répartie (poudre, poussière) ;
- la substance est dispersée dans l'air en quantité suffisante ;
- une source d'inflammation est présente (flamme, étincelle, décharge électrostatique, etc.).

Comparé aux autres acides méthoxybenzoïques, l'acide 4-méthoxybenzoïque a le point de fusion le plus élevé (183 °C, contre 100 à 105 °C), ce qui peut être attribué à la plus grande symétrie de la molécule. Le groupe méthoxyle ne semble avoir que peu d'influence sur l'acidité du groupe COOH, son pKA ne présentant qu'une légère différence avec celui de l'acide benzoïque (4,47 contre 4,20).

## Synthèse
La quantité d'acide 4-méthoxybenzoïque dans les huiles essentielles de plante étant trop faible pour une utilisation industrielle, il faut le synthétiser. Il peut être obtenu par oxydation de l'anéthol, de l'anisaldéhyde, ou de la p-méthoxyacétophénone, eux-mêmes extraits de plantes. Il peut également être synthétisé complètement à partir de dérivés pétroliers, notamment du crésol ; il est par exemple produit par réaction de  Grignard entre le bromure de 4-méthoxyphénylmagnesium et le dioxyde de carbone.

## Applications
L'acide 4-méthoxybenzoïque a plusieurs applications :
- agent aromatisant ou masquant dans les aliments et les cosmétiques. La substance n'est plus autorisée dans l'alimentation animale dans l'Union européenne depuis 2013[10] ;
- régulateur de pH dans les cosmétiques ;
- antiseptique dans les produits de soins de la peau et des cheveux ;
- répulsif à insectes ;
- intermédiaire dans la synthèse d'autres composés, tels que des colorants, des composés pharmaceutiques, des parfums et des produits agrochimiques.